# Willem Mutsaers
Wilhelmus Petrus Adrianus (Willem) Mutsaers (Tilburg, 3 augustus 1833 - aldaar, 12 februari 1907) was een Nederlands politicus.
Mutsaers was een vooraanstaand katholiek zakenman, burgemeester en politicus. Hij was directeur van Wijnhandel Mutsaers, Bogaers & Co in Tilburg; lid van de Provinciale Staten in 1868 en Gedeputeerde Staten van Noord-Brabant tussen 1874 en 1901. Hij werd in 1889 verkozen tot lid van de Tweede Kamer der Staten-Generaal voor de katholieken. Willem Petrus Adrianus Mutsaers vertegenwoordigde het district Eindhoven en later Waalwijk. Hij was van 3 december 1901 tot zijn dood in 1907 Burgemeester van Tilburg.
Mutsaers was ten tijde van zijn benoeming al 68 jaar oud. Dat was juridisch geen bezwaar, maar het was voor een eerste benoeming als burgemeester opvallend oud. Mutsaers zei in zijn eerste toespraak tot de gemeenteraad dan ook dat "alleen zijn liefde voor Tilburg hem ertoe had gebracht deze functie te aanvaarden". Om zijn aandacht volledig aan de stad Tilburg te kunnen geven stelde hij zich in 1905 niet herkiesbaar voor de Tweede Kamer.
Mutsaers was een vooraanstaande Tilburgse bestuurder, die zestien jaar Tweede Kamerlid was. Hij was net als zijn vader wijnkoopman en gedeputeerde en vanaf 1901 zes jaar burgemeester van Tilburg. In de Kamer sprak hij vaak over waterstaat en onderwijs.
Hij was conservatief, zoals het merendeel van de katholieke afgevaardigden aan het einde van de negentiende eeuw. De zeer conservatieve katholiek kreeg de bijnaam De Paus van Tilburg. Hij was commandeur in de Orde van Pius (1894) en ridder in de Orde van de Nederlandse Leeuw (1892). Zijn opname in de Piusorde bracht hem persoonlijke, niet erfelijke, adeldom in de Pauselijke adel. Hij mocht zich dan ook Nobile Willem Petrus Adrianus Mutsaers noemen. Mutsaers was Erekamerheer met Kap en Degen van de paus.
Hij is te Tilburg overleden op 12 februari 1907.